# Westrich (Möhnesee)
Westrich – dzielnica (Ortsteil) wiejskiej gminy Möhnesee w powiecie Soest, w kraju związkowym Nadrenia Północna-Westfalia, w rejencji Arnsberg.

## Geografia

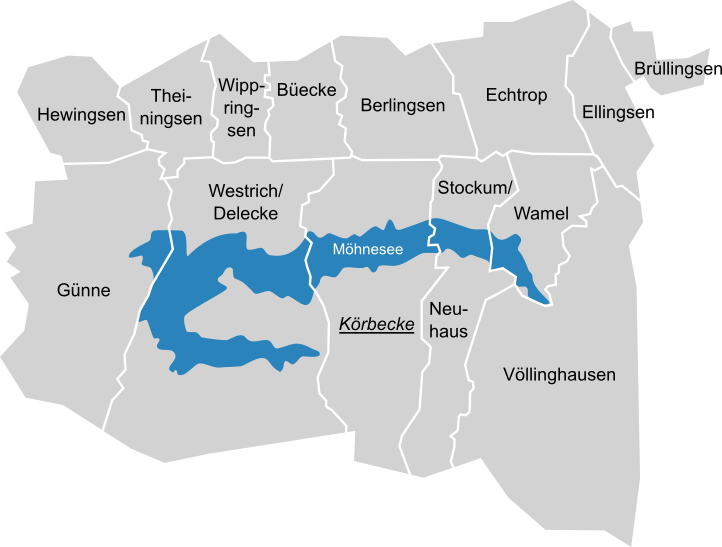
Podział administracyjny Möhnesee

Westrich leży leży w północnej części gminy Möhnesee i graniczy z sześcioma innymi dzielnicami: Günne, Theiningsen, Wippringsen, Büecke, Körbecke i Delecke. Na terenie dzielnicy znajduje się jezioro Möhnesee.

## Demografia
W 1871 roku, jeszcze za czasów pruskich, w Westrich mieszkało 78 mieszkańców. Czternaście lat później liczba ta wzrosła do 85. Na początku XX wieku liczba mieszkańców wzrosła do 103 (1910), a w 1939 roku spadła do 70. W 2020 roku w Westrich mieszkało 122 mieszkańców.
Według spisu ludności z grudnia 2024 roku, w Westrich mieszkało 123 mieszkańców, co stanowi 1,01% wszystkich mieszkańców Möhnesee. 61 mieszkańców to mężczyźni, a 62 to kobiety. Dla 114 mieszkańców Westrich jest głównym miejscem zamieszkania, a dla dziewięciu drugim miejscem zamieszkania.

## Etymologia
Nazwa dzielnicy składa się z dwóch części: z średnio-dolno-niemieckiego słowa west (pol. położony na zachodzie) i słowa –rike. Łącznie nazwa oznacza "zachodni pas ziemi" lub "zachodni ogrodzony dom".

## Historia
Najstarsze wzmianki o Westrich pochodzą z 1354 roku. Wtedy miejsce to nazywało się Westerich.

### Reorganizacja gmin
Według § 1 "Name, Bezeichnung, Gebiet" zawartego w "Hauptsatzung der Gemeinde Möhnesee, Kreis Soest" (Główne statuty gminy Möhnesee, powiat Soest) Westrich jest, wraz z czternastoma innymi dzielnicami, od 1 lipca 1969 roku częścią gminy Möhnesee.

## Polityka
Od 1 listopada 2020 roku burmistrzem (niem. Ortsvorsteher) Westrich jest Andreas Wunsch, który jest członkiem partii CDU/CSU.